# Josef Košťál
Josef Košťál (7. listopadu 1851, Neděliště (okres Hradec Králové) – 17. října 1920, Praha) byl středoškolský profesor, folklorista, spisovatel povídek pro mládež, autor studií a zvykosloví.

## Životopis
Dětství strávil Josef Košťál v Nedělišti a Rozběřicích. Základní školu navštěvoval ve Všestarech, kde získal obecné vzdělání. Psát, číst a počítat se naučil ještě před nástupem do školy z popudu otce. V letech 1864 až 1873 navštěvoval gymnázium v Hradci Králové. V tomto období byl také svědkem prusko-rakouské války, zážitky z níž popsal v autobiograficky laděném díle Moje vzpomínky na válku r. 1866. Po úspěšném složení maturitní zkoušky, začal studovat klasickou filologii a češtinu na filozofické fakultě pražské univerzity. Po dostudování se stal suplentem a později i profesorem na nižším gymnáziu v Novém Bydžově. Zde se mu podařilo nasbírat řadu materiálů k jeho studiím a dílům. Od roku 1899 byl profesorem v Praze, na reálném gymnáziu v Truhlářské ulici. Vyučoval češtinu, němčinu, řečtinu a latinu. Do penze odešel v roce 1910.

### Rodinný život
S manželkou Františkou, rozenou Bohdaneckou (1854–??) měl sedm dětí, z nichž tři předčasně zemřely.

## Aktivity
Oblíbil si divadlo, které se stalo jeho vášní až do sklonku jeho života. V ochotnických souborech vystupoval i po dobu svých univerzitních studií. Divadlu se věnoval převážně o prázdninách a ke konci svého života, kdy v Kostomlátkách u Nymburka režíroval dětská představení.

## Dílo
Na dílo mělo vliv prostředí, ze kterého autor pocházel i jeho dětství. V díle se snaží popsat život na venkově v období 19. století. Zaměřuje se na jednotlivé zvyky, tradice, pověry i na ústní lidovou slovesnost.
Již od svých studií se věnoval národopisu. Jeho snaha zachytit život českého lidu vyústila ve shromáždění více než 20 000 zvyků a pověr, které slyšel na venkově. Ty doplnil o výtahy ze sbírek K. J. Erbena, F. Bartoše, Č. Zíbrta a z beletrie B. Němcové, Karoliny Světlé a A. V. Šmilovského.
Své práce uveřejňoval ve Výročních zprávách novobydžovského gymnázia a ve zprávách pražského novoměstského gymnázia. Nakladatele pro své dílo našel až u F. Popelky, který vydal jeho národopisnou studii Dětský věk.

### Knižní vydání
- Ptactvo v názorech, pověrách a zvycích lidu českého  (Ve Velkém Meziříčí, Šašek a Frgal, 1895)
- Živočišstvo v podání prostonárodním (Ve Velkém Meziříčí, Šašek a Frgal, 1900)
- Dětský věk (Praha, Fr. Popelka, 1891)
- Pohádky, báchorky a pověsti (Díl 1; Telč, E. Šolc, datum vydání neurčeno a Šolc a Šimáček 1920)
- Lidová mluva na Bydžovsku (Praha, nákl. vl., 1902)
- Rostlinstvo v podání prostonárodním (Šašek a Frgal, 1902)
- Ze světa pohádek a bájí (pro mládež dospělejší; V Praze, Dr. Frant. Bačkovský, 1903)
- Pohádky, báchorky a pověsti (Telč, E. Šolc, 1905-1909)
- Drobné báje, pohádky, báchorky a pověsti (Telč, Emil Šolc, 1910-1911 a 1920)
- Čarodějnice a čaroděj v tradici lidové (Praha, Šolc, 1919 a 1920)
- Drobné báje a pověsti (svazek 4; Praha, Emil Šolc, 1919]	Zobrazení exemplářů s možností jejich objednání
- Pohádky, báchorky a pověsti (Díl 2.; Praha, Šolc a Šimáček, 1922)
- Drobné črty (z literární pozůstalosti; Chotěboř, 1924)
- Moje vzpomínky na válku r. 1866 (K šedesátému výročí bitvy u Chlumu; Chotěboř, 1925)
- Nerosty v podání prostonárodním (Oheň, Poklad; V Praze, 1928)

### Časopisecké příspěvky
Přispíval do Bydžovských listů, Časopisu přátel starožitností, Český lidČeského lidu, Hlasatele, Jitřenky, Kurýra, Literárních listů[zdroj?], Mladého čtenáře, Stráže nad Cidlinou, Ratibora, Světa zvířat, Venkova, Zábavných listů, Zlaté Prahy. Dále přispíval do kalendářů, do Kottova Slovníku česko-německého a Ottova Slovníku naučného.